# بيلي لان
بيلي لان (بالإنجليزية: Billy Lane)‏ هو مهندس أمريكي، ولد في 6 فبراير 1970 في ميامي في الولايات المتحدة.

## وصلات خارجية
- الموقع الرسمي
- بيلي لان على موقع IMDb (الإنجليزية)